# 马比尼桥
马比尼桥是菲律宾马尼拉市郊的一座跨过巴石河的公路桥，最初为1945年美國陸軍工兵部隊为解放馬尼拉而建的军用浮橋，1963年重建，并以菲律宾革命家阿波里納里奧·馬比尼命名。